# Тхару
Тхару — народ, що мешкає уздовж смуги тераї в Непалі та частково в Індії, на території штатів Біхар (округ Чампаран), Уттар-Прадеш і Уттаракханд (округ Найнітал). Загальна кількість — близько 1,4 млн, в Непалі народ становить 6,6 % населення країни.